# 판도라 페이퍼스
판도라 페이퍼스(영어: Pandora Papers)는 2021년 10월 3일부터 국제탐사보도언론인협회 (ICIJ)가 폭로하기 시작한 2.94TB의 용량 ,1,190만 건의 문서이다. 파나마, 스위스, 아랍에미리트를 포함한 나라의 14개 금융 서비스 회사의 문서, 이미지, 이메일, 스프레드시트를 포함하는 가장 광범위한 금융 기밀 문서로, 2016년 폭로되었던 파나마 페이퍼스를 능가한다.

## 같이 보기
- 시크릿 세탁소
- 패러다이스 페이퍼스